# Taquarussu
Taquarussu là một đô thị thuộc bang Mato Grosso do Sul, Brasil. Đô thị này có diện tích 1041,121 km², dân số năm 2007 là 3112 người, mật độ 2,99 người/km².